# Moskitokolibri
Der Moskitokolibri (Chrysolampis mosquitus), auch Topasrubinkolibri genannt, ist ein wendiger Kolibri, der vor allem durch die Achterbewegung seiner Flügel bekannt ist. Er kommt im nördlichen Südamerika vor und ist die einzige Art der somit monotypischen Gattung Chrysolampis.

## Merkmale
Mit seiner Länge von 9 cm und Flügelspannweite von 12 cm ist der Moskitokolibri eine der kleinsten Kolibriarten. Er wiegt etwa 4 Gramm.
Das Männchen hat grün-glänzende dunkelbraune Oberpartien. Die Krone und der Nacken sind glänzend rot, die Kehle und die Brust sind leuchtend gold-orange. Der Rest der Unterseite ist braun, und der kastanienbraune Schwanz hat eine schwarze Spitze. Das Männchen sieht oft sehr dunkel aus, bis es sich umdreht und die leuchtenden Farben im Sonnenlicht aufblitzen.
Das Weibchen hat bronzegrüne Ober- und blassgraue Unterpartien. Der Schwanz ist kastanienfarben mit einem dunklen Subterminalband und einer weißen Spitze. Weibchen aus Trinidad haben typischerweise einen grünlichen Kehlstreifen (er kann dunkel erscheinen), aber das ist anderswo in seinem Verbreitungsgebiet nicht üblich.
Juvenile Weibchen ähneln den adulten Weibchen, haben aber eine weiße Spitze am Schwanz, die dunkelbraun ist. Juvenile Männchen ähneln dem juvenilen Weibchen, haben aber einen variablen Anteil an schillerndem Orange an der Kehle.
Der Ruf dieser Art ist ein hohes tsip.

## Lebensweise
Moskitokolibris leben außerhalb der Brutzeit sehr einzelgängerisch in Revieren. Diese verteidigen sie sogar gegen viel größere Vögel. Es wird ihnen nachgesagt, dass sie angreifenden Raubvögeln die Augen ausstechen können. Sie sind sehr schnell und wendig und verbringen fast ihr ganzes Leben im Flug.

## Fortpflanzung
Die Paarung von Moskitokolibris konnte lange Zeit nicht beobachtet werden, da die Vögel dabei zu schnell fliegen. Nur mit Fotokameras, denen Lichtschranken als Auslöser dienten, konnten bisher Bilder der Paarung gemacht werden. Das Männchen paart sich in der Luft mit mehreren Weibchen kurz hintereinander und singt dabei in einer Tonhöhe, die für die meisten Menschen nicht wahrnehmbar ist.
Nach der Paarung legt das Weibchen aus Moos, Flechten und klebrigen Spinnweben ein winziges, napfförmiges Nest an. Darin bebrütet es die ein oder zwei Eier, bis die Jungen nach 12 bis 21 Tagen schlüpfen. Die Nestlingsdauer beträgt 3 Wochen, danach sind die Jungvögel flügge und verlassen das Nest.

## Ernährung

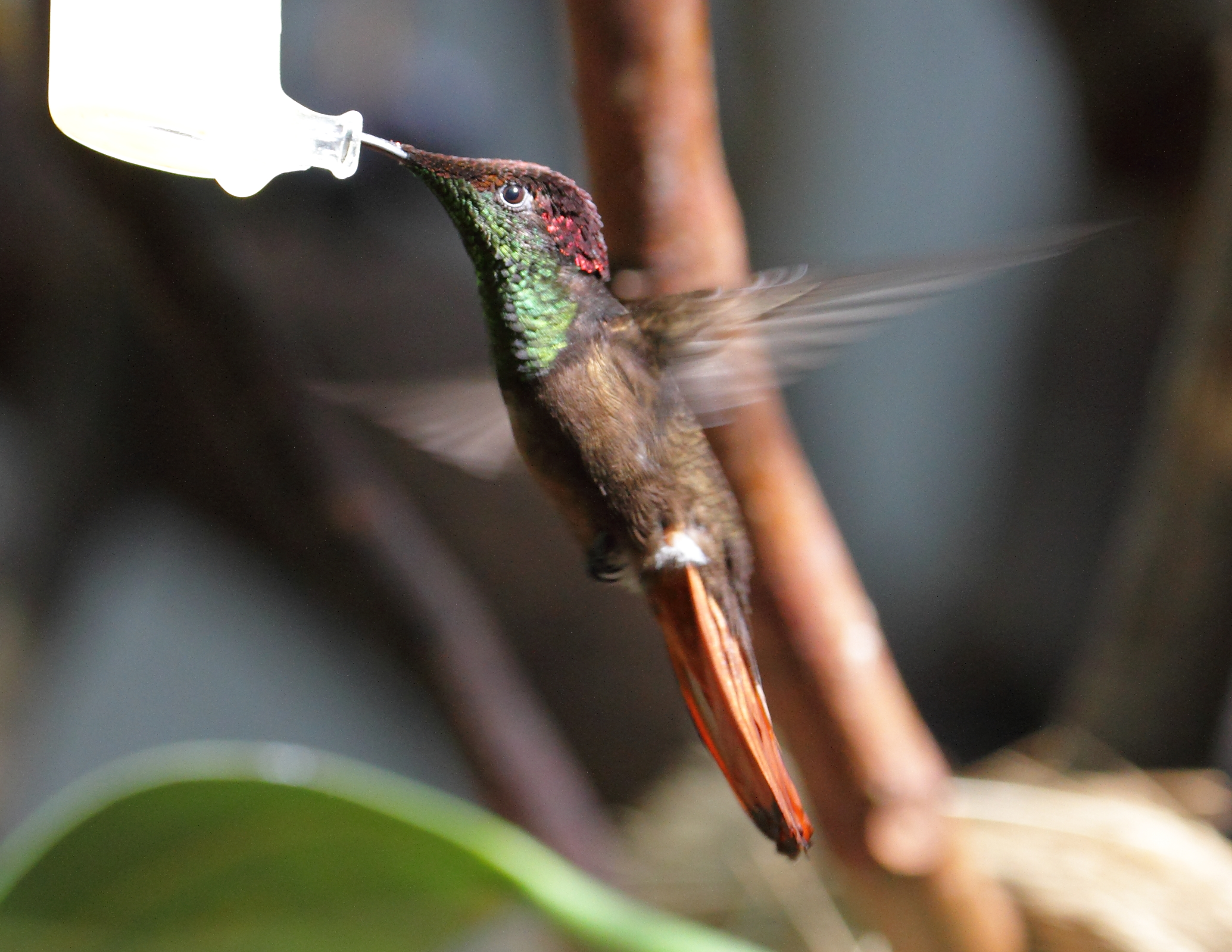
Moskitokolibri im Flug an einem Nektarspender

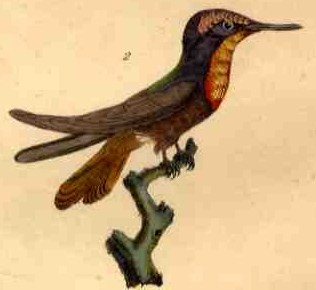
Gemaltes Bild von Georges-Louis Leclerc de Buffon

Wie die meisten Kolibris ernährt sich auch der Moskitokolibri von Nektar und Insekten. Um an den Nektar zu gelangen, vollführen sie vor der Blüte einen Standflug. Dabei bewegen sich die Flügel in einer Achterschleife, welche durch besondere Flügelkonstruktionen den Flügel im Schultergelenk rotieren lassen. Die Brust- und Schultermuskeln machen etwa ein Drittel des Gesamtgewichts aus. Der Schnabel hat genau die richtige Länge, um an den Nektar zu gelangen und die Blüte zu bestäuben.
Der Moskitokolibri muss sehr viel Nektar trinken, da sein Energieumsatz etwa 25-mal höher ist als der eines taubengroßen Vogels. Er kann gefangene Insekten nicht schlucken und fliegt daher mit der Beute im Schnabel so schnell, dass diese in den Schlund gepresst wird.

## Verbreitung

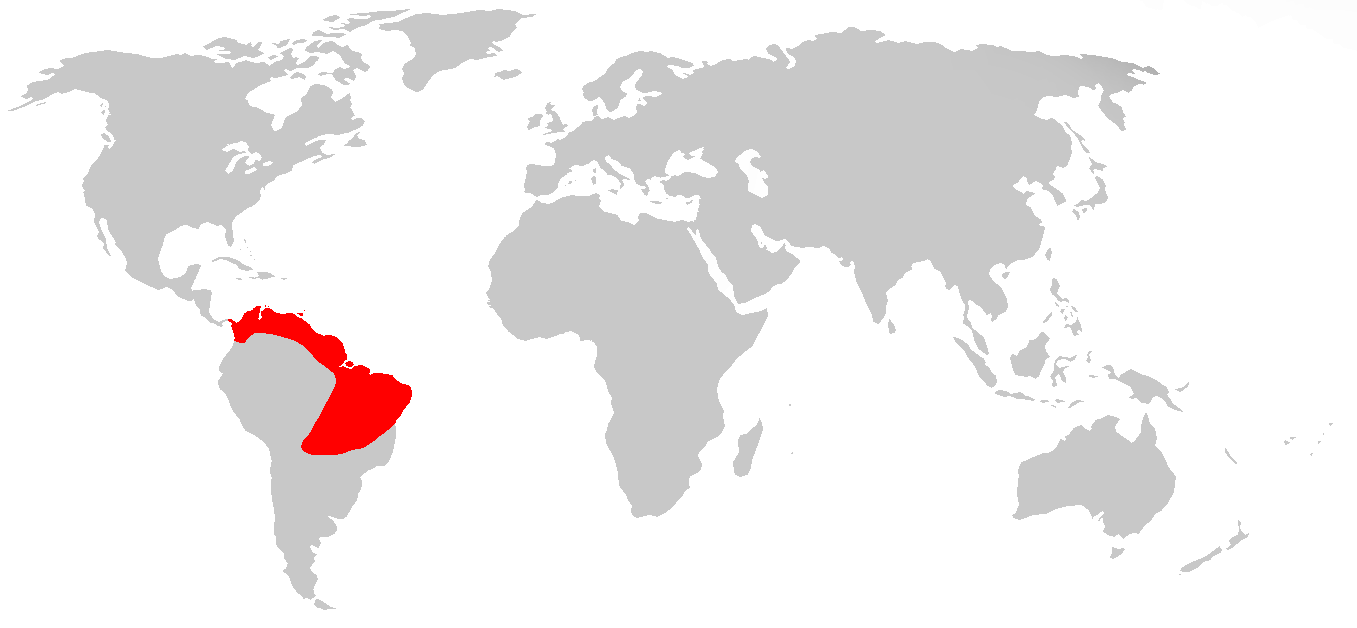
Das Verbreitungsgebiet des Moskitokolibris

Das Verbreitungsgebiet der Moskitokolibris erstreckt sich über Brasilien, Kolumbien, Venezuela, Nordost-Bolivien, Guayana, Tobago und Trinidad und Panama. Sie leben vor allem in Wäldern sowie im Busch- und Savannenland.
Ihre Art wird immer seltener, da sie wegen ihrer Bälge gejagt werden und ihr Lebensraum zerstört wird.

## Etymologie und Forschungsgeschichte
Carl von Linné beschrieb den Moskitokolibri unter dem Namen Trochilus Mosquitus. Als Fundort nannte er South Carolina. 1831 wurde die Art zusammen mit Trochilus elatus, T.cyanomelas, T. guianensis und T. carbunculus von Friedrich Boie der neuen Gattung Chrysolampis zugeordnet. Dieser Name ist griechischen Ursprungs und leitet sich von χρυσόλαμπις chrysólampis für „goldglänzend“ ab. Das Artepitheton mosquitus leitet sich vom griechischen μυῖα myîa beziehungsweise vom lateinischen musca für „Fliege“ ab.

## Galerie

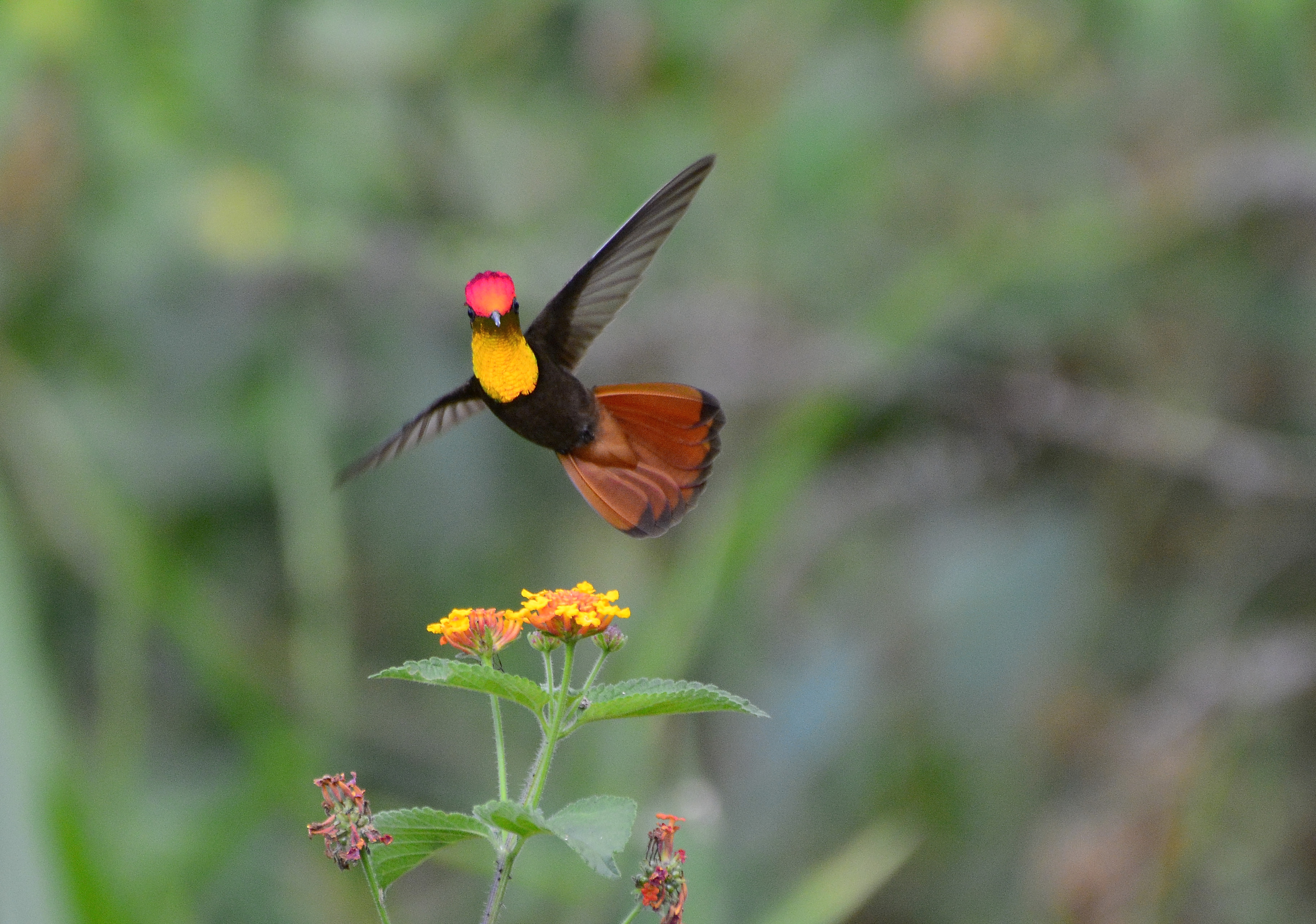
Männchen im Flug (Brasilien)
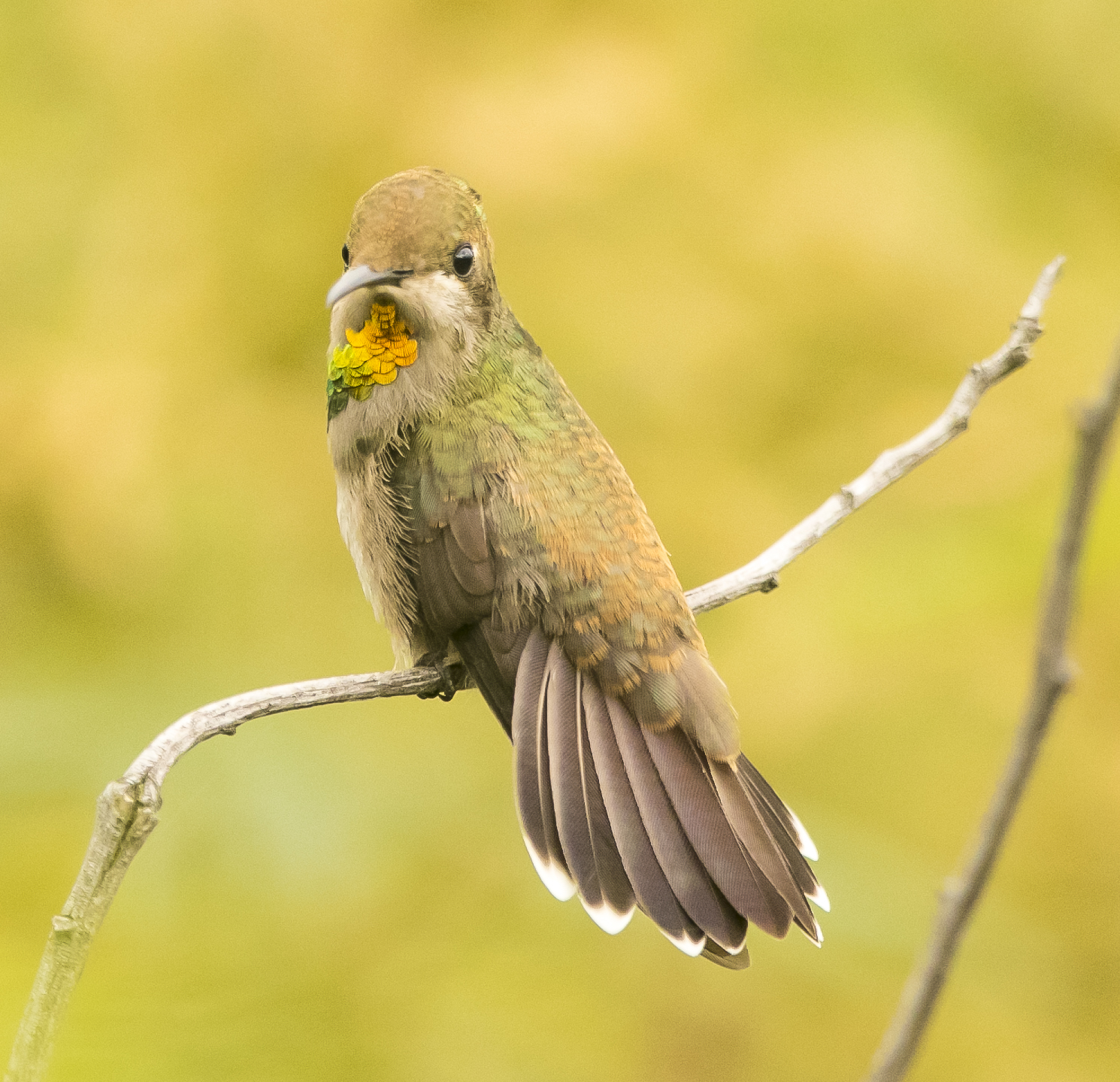
Weibchen
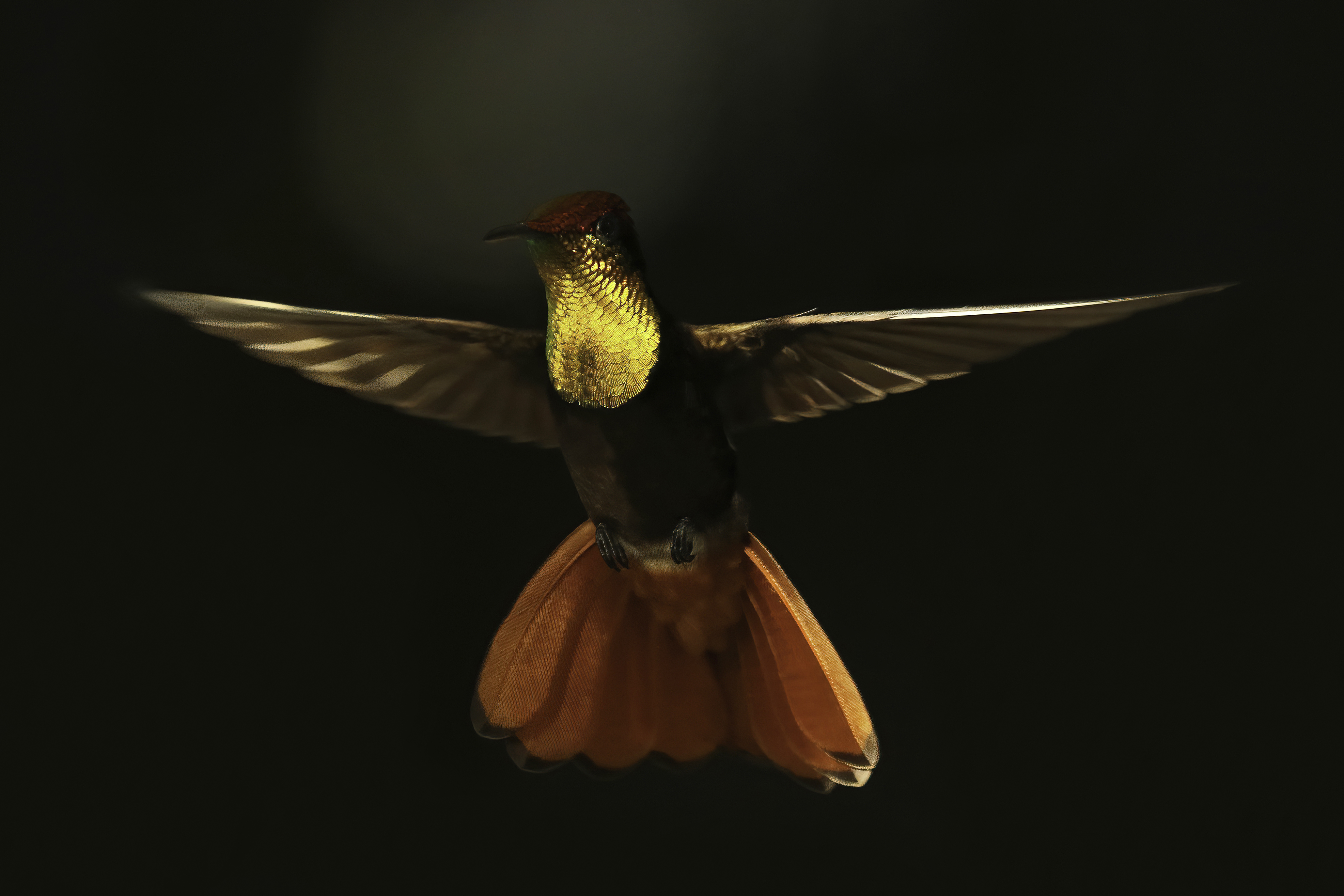
Männchen im Flug
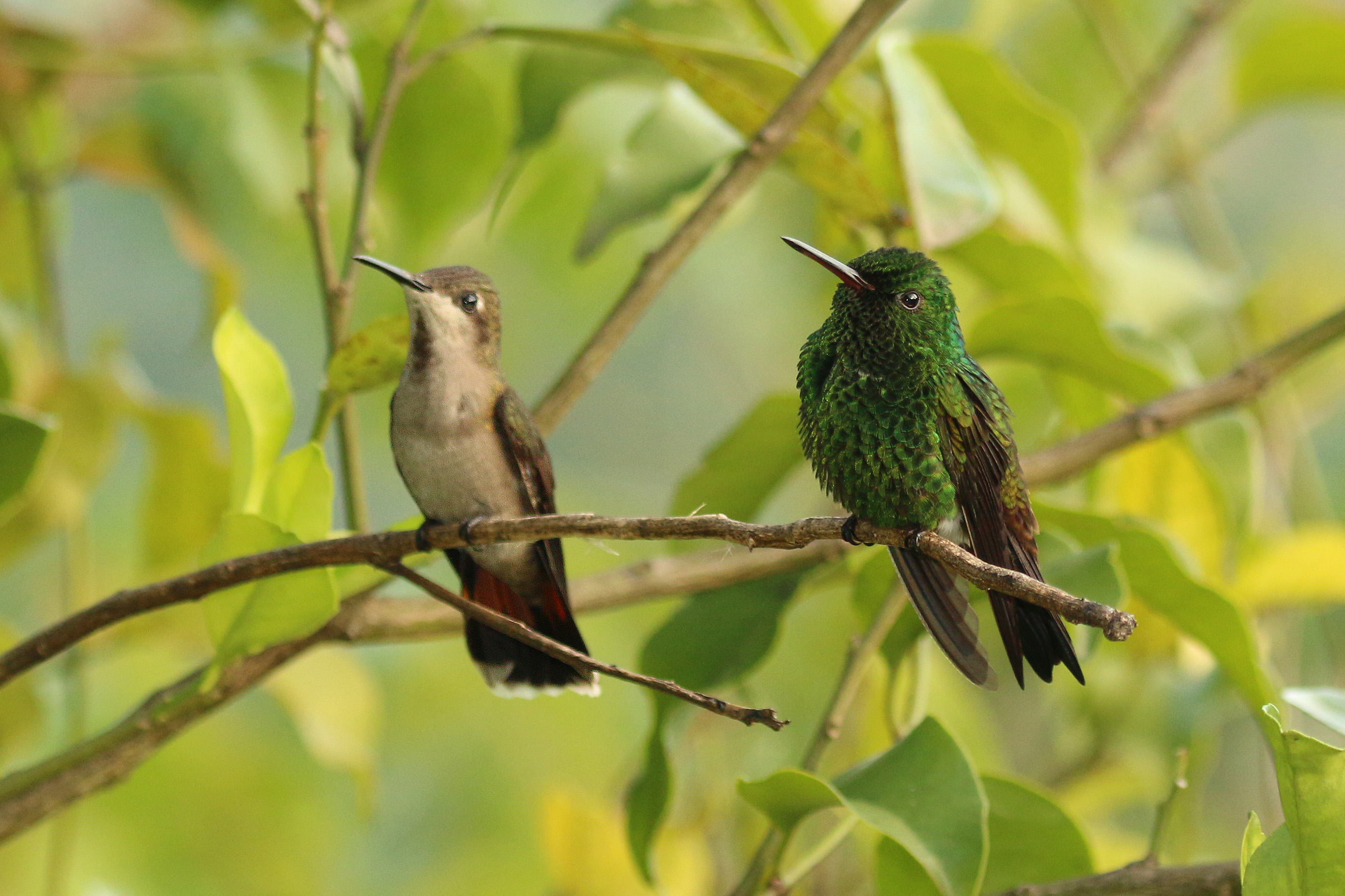
Weibchen (links)